# Дело Претти против Соединённого Королевства
Претти против Соединенного Королевства (Pretty v. United Kingdom) (2346/02) было рассмотрено Европейским судом по правам человека в 2002 году.

## Факты
Дайан Претти страдала от болезни двигательных нейронов, была парализована от шеи до низа, она плохо понималась речь, и ее кормили через зонд.  Согласно законодательству Соединенного Королевства, самоубийство не является преступлением, но болезнь не позволила заявительнице сделать такой шаг без посторонней помощи, поэтому она попросила помощи у мужа. В то же время оказание помощи другому человеку в самоубийстве является преступлением (статья 2 (1) Закона о самоубийствах 1961 года). 
Поскольку оказание этой помощи повлечет за собой ответственность мужа, директора государственной прокуратуры попросили дать согласие не возбуждать уголовное дело против него. В этой просьбе было отказано, как и в апелляции этого решения. 

## Решение Суда
Единогласным решением Суд, состоящий из семи судей, признал жалобу Претти в соответствии со статьями 2, 3, 8, 9 и 14 Европейской конвенции о правах человека приемлемой, но не нашел нарушения положений Конвенции.
Важные выводы включают то, что никакое право на смерть, будь то от руки третьего лица или с помощью государственного органа (эвтаназия), не может быть выведено из статьи 2 Конвенции.  Что касается права Претти на уважение частной жизни, в соответствии со статьей 8, Суд счел, что вмешательство в это дело может быть оправдано как «необходимое в демократическом обществе» для защиты прав других лиц. 

## Внешние ссылки
- Решение ЕСПЧ